# Ніш (аеропорт)
Аеропорт Костянтин Великий (серб. Аеродром Ниш — Константин Велики / Aerodrom Niš — Konstantin Veliki) (IATA: INI, ICAO: LYNI) — аеропорт, який обслуговую південний схід Сербії. Він розташований за 4 кілометри від міста Ніш в селах Медошевац і Поповац на території общини Червоний Крест. Є другим аеропортом за потоком пасажирів після аеропорту Николи Тесла.
За сприятливих погодних умов, і зважаючи на вигідне географічне розташування, аеропорт іноді використовується як альтернативний, для польотів в Белград, Охриду, Приштину, Скоп'є і Софію. Місткість аеропорту — три літаки на годину.

## Історія
У Ніші був аеропорт з 1910 який знаходився поблизу села Трупале. В тридцяті роки минулого сторіччя Аеропут, авіаперевізник Королівства Югославія, використовував цей аеропорт в цивільних цілях. Після другої світової війни аеропорт використовувався як військова база. В аеропорту були розміщені 63-й парашутний батальйон і 119-та вертолітна бригада, які були частинами першого повітряного транспортного полку.
На місці сьогоднішнього аеропорту в 1952 році було побудовано першу бетонну смугу довжиною в 1.500 м, котра в 1972 році була продовжена до 2.200 м.
У 1986 році засновано публічну організацію «Аеродром Ніш» яка і досі керує аеропортом.
Аеропорт було офіційно відкрито 12 жовтня 1986 року посадкою на нього першого літака Боінг 737 і аеропарадом.
Під час бомбардувань Югославії силами НАТО в 1999 році аеропорт зазнав 57 ударів і було повністю зруйновано 11 % покриття злітних смуг. ще кілька років після війни аеропорт був у стані ремонту.
У 2003 році міністерство закордонних справ Норвегії інвестувало значні кошти в реконструкцію аеропорту. Аеропорт був відкритий 12 жовтня 2003 року і був названий «Аеропорт Костянтин Великий».
Реконструкції аеропорту коштувала 4 мільйони, і робота над ним тривала з березня 2003 року по грудень 2004 року. Була проведена реконструкція 2,130 м³ бетону і 58,400 тонн асфальту, а також при реконструкції злітна смуга збільшилася до 2500 м

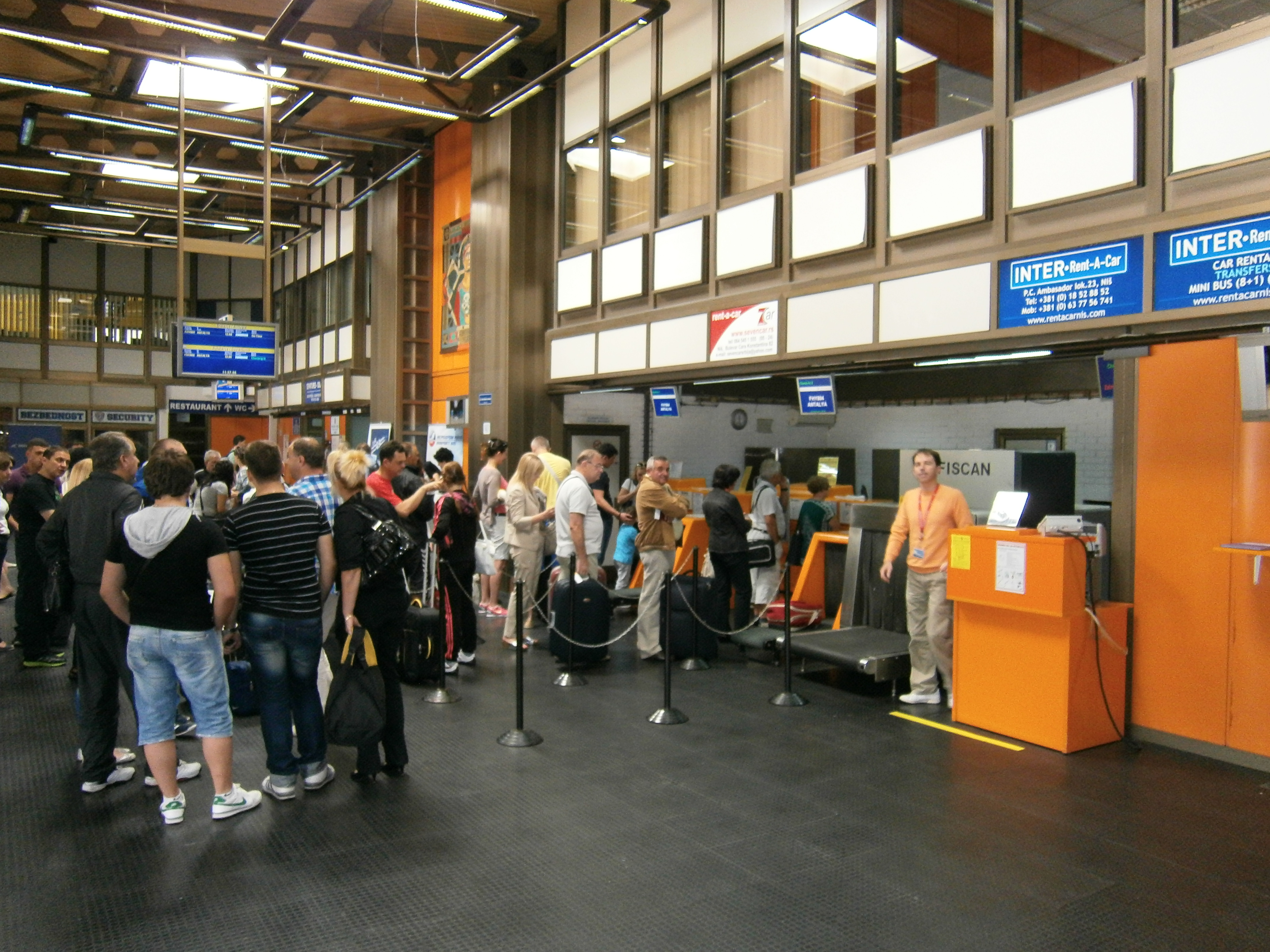
Термінал аеродрому

Згідно з дослідженнями цільової кількості пасажирів, які були проведені під час реконструкції в 2002 році, аеропорт за рік матиме можливість обслуговувати від 90000 до 120000 пасажирів.

## Регулярні рейси

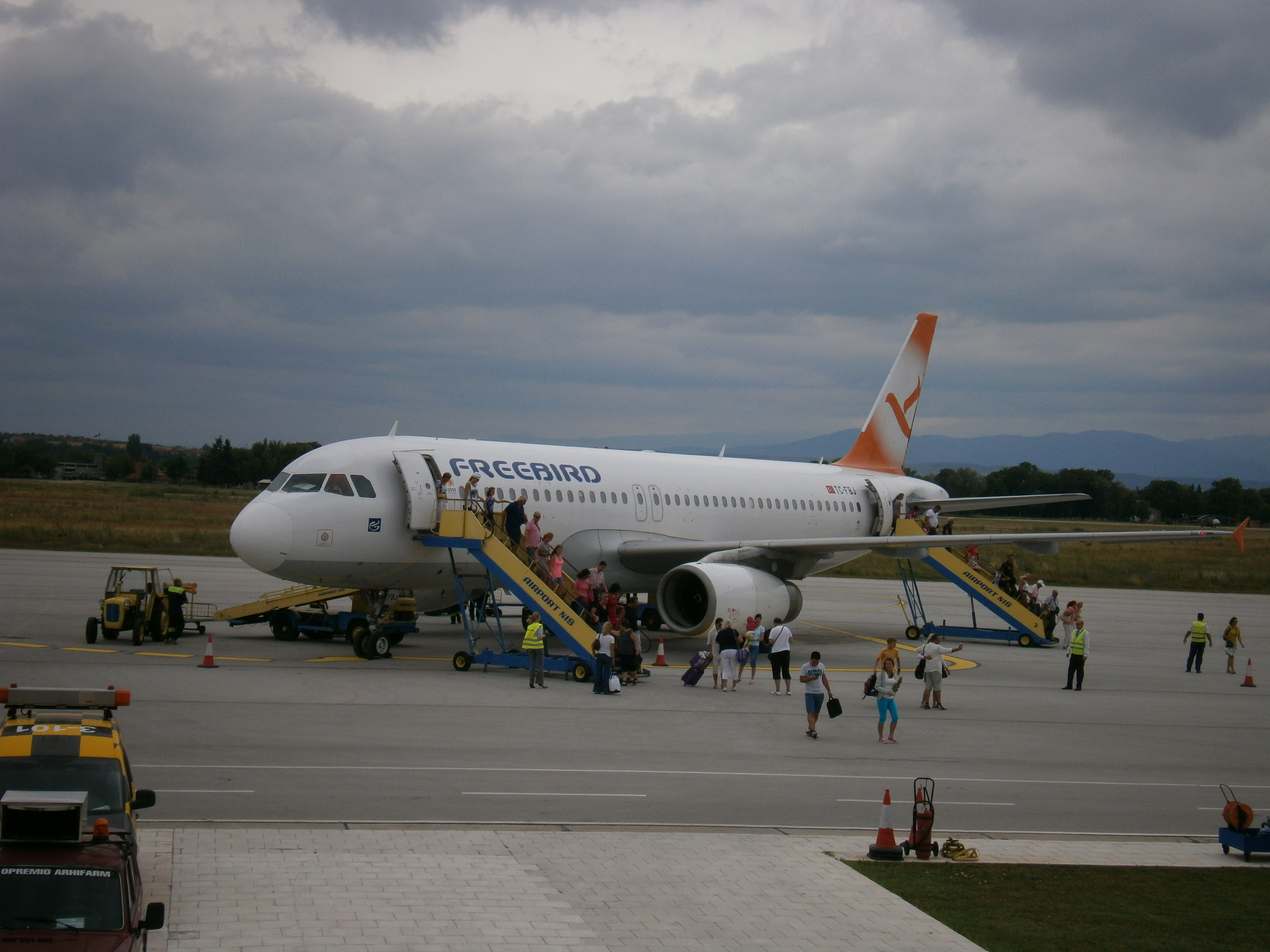
Airbus A320 чартерний рейс з Ніш в Анталію, червень 2013 року.

Список регулярних пасажирських авіакомпаній, які використовують аеропорт Костянтин Великий:

### Пасажирські
| Авіакомпанія                  | Пункт призначення                                             |
| ----------------------------- | ------------------------------------------------------------- |
| Germania Flug                 | Цюрих (з 23 червня 2017)                                      |
| Ryanair                       | Бергамо, Берлін-Шенефельд, Братислава, Веце                   |
| Swiss International Air Lines | Цюрих                                                         |
| Wizz Air                      | Базель-Мюлуз-Фрайбург, Дортмунд, Ейндговен, Мальме, Меммінген |

### Вантажні
| Авіакомпанія           | Пункт призначення |
| ---------------------- | ----------------- |
| Turkish Airlines Cargo | Стамбул–Ататюрк   |

## Послуги
Аеропорт знаходиться приблизно в 4 км від центру міста Ніш. Є автобуси, які перевозять пасажирів по круговій лінії в Ніш (номер 34). Автобуси були придбані за кошти пожертвувань після 2000 року.

## Центр з надзвичайних ситуацій
З серпня 2010 року в аеропорту розміщено російський літак ІЛ-76, а також два вертольоти (Мі-26 і Ка 32) з метою гасіння пожеж в Сербії і регіоні, відповідно до Закону про надзвичайні ситуації. Для штаб-квартири Центру, Ніш був обраний за своє вигідне географічне положення.